# Pere Pau
Pere Pau és un veïnat del municipi de Vilafranca del Penedès, Alt Penedès.

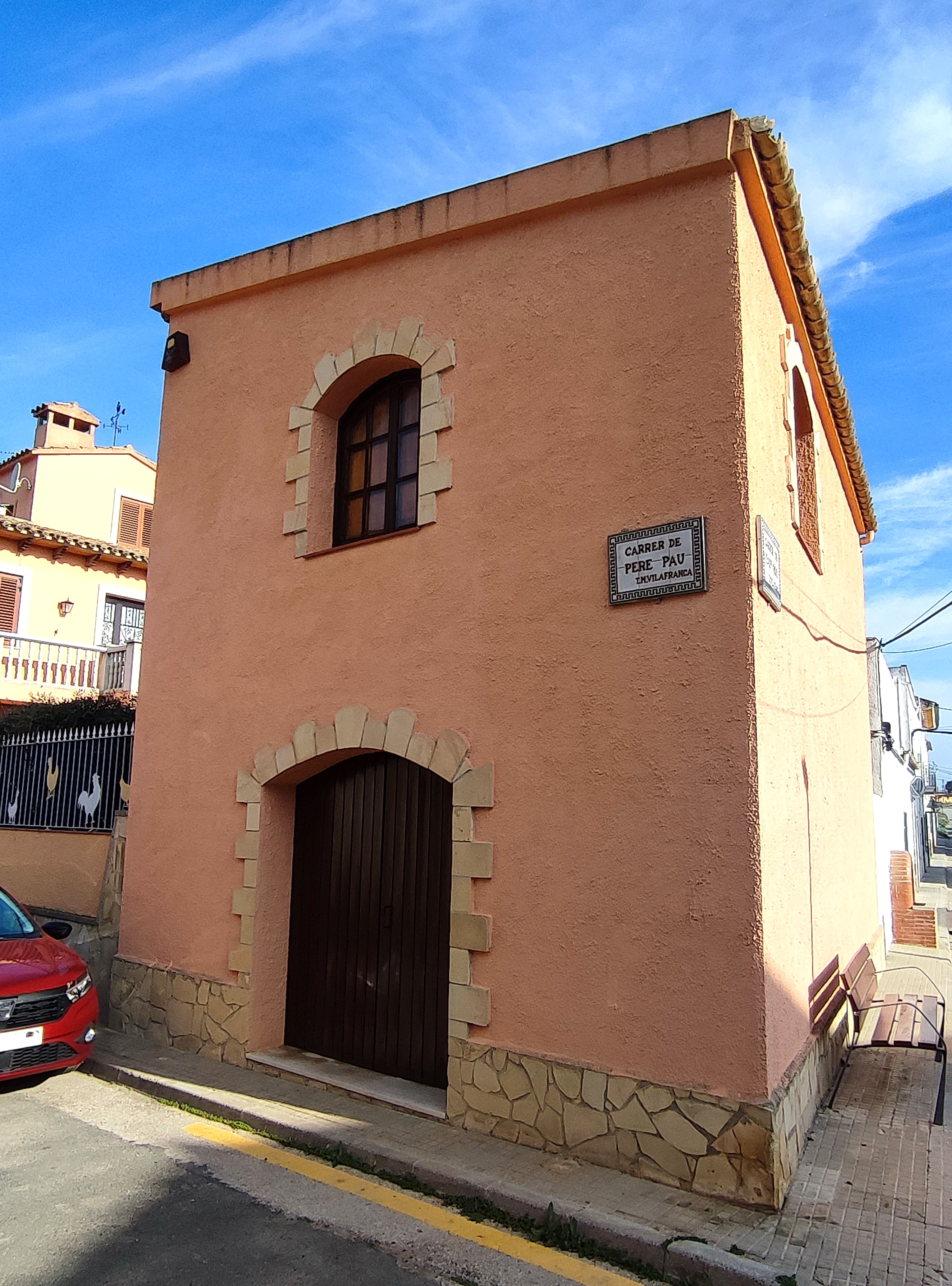

El formen els carrers de Cal Pere Pau, de la Travessia, del Bosc de Ferran i de Sant Roc. El barri deu el nom a la casa de Cal Pere Pau, que pren el nom de com a mínim tres generacions consecutives d'habitants de la casa, de cognom "Milà". Tot i pertànyer administrativament a Vilafranca, aquests carrers toquen al nucli Sant Pere Molanta (Olèrdola). A prop hi ha la casa pairal de Manuel Milà i Fontanals (1818-1884), a l'indret anomenat Ferran. L'any 2007 tenia 106 habitants.